# 이봉구 (소설가)
이봉구(李鳳九, 1916년 1월 16일 ~ 1983년 1월 29일)는 대한민국의 작가이다.

## 생애
1916년 경기도 안성에서 태어났고, 1932년에 중동학교를 중퇴한 것으로 알려져 있다. 그가 문단에 데뷔한 것은 1934년 단편 ＜출발＞을 ≪중앙≫에 발표하면서다. 이후 신문과 잡지에 시와 소설을 다수 게재했다. 1936년에 단편 ＜광풍객(狂風客)＞을 ≪조선문학≫에 발표했고, ‘시인부락’, ‘풍림’, ‘자오선’의 동인으로 활동했다. 1939년부터는 명동을 주요 활동 무대로 삼았고, ‘단층’ 동인인 김이석과 ‘삼사문학’ 동인인 신백수, 이시우, 장서언, 그리고 ‘무기’를 경영하던 이상과 친분이 있었다. 1941년에는 문예 전문 서점을 경영하기도 했고, 1943년에는 매일신보사에 근무했다.
해방이 되자 소설 ＜도정＞을 비롯해서 ＜속·도정＞과 ＜명동 엘레지＞, ＜언덕＞, ＜부라운과 시계＞, ＜보리와 대포＞, ＜우수＞ 등 많은 작품을 발표했고, 태양신문사 문화부장, 한성일보사 편집부국장 대우, 사회부장 겸 문화부장, 경기신문사 문화부장 대우 등을 역임했다.
그는 소설 ≪그리운 이름 따라―명동 20년≫을 비롯해서 ≪명동≫, ≪명동 비 내리다≫ 등 명동의 다방과 술집을 배경으로 실제 시인, 소설가, 기자, 화가, 배우가 사는 이야기를 일화 형식으로 썼다. 이러한 작품 경향으로 인해서 그는 ‘명동시장’으로 불렸다. 명동에서 거의 평생을 지낸 그는 1983년에 사망했다.